# آلبرشت هولر
آلبرشت هولر (آلمانی: Albrecht Höhler) (۳۰ آوریل ۱۸۹۸ – ۲۰ سپتامبر ۱۹۳۳) یکی از اعضای اتحادیه مبارزان جبهه سرخ بود. شهرت او به خاطر قتل هورست وسل از رهبران محلی سازمان اس‌آ در برلین است. پس از به قدرت رسیدن نازی‌ها، اس‌آ هولر را به اجبار از زندان بیرون کشید و به قتل رساند.